# Touba (Senegal)
Touba è una città del Senegal centrale, e seconda città del paese dopo la capitale Dakar. È la città santa del Mouridismo, ed è il luogo dove è seppellito il suo fondatore, lo sceicco Amadou Bamba.
Ogni anno in questa città santa si ricorre alla celebrazione del Magal, una celebrazione religiosa che ha lo scopo di riunire milioni di fedeli provenienti da tutto il mondo. Dopo il pellegrinaggio alla Mecca Hajj che conta 6-7 milioni di fedeli ogni anno, esso è secondo al mondo per numero di presenze, dove ogni anno i fedeli raggiungono quota 3-4 milioni.